# Haplodontium vilocense
Haplodontium vilocense är en bladmossart som beskrevs av Brotherus in Herzog 1916. Haplodontium vilocense ingår i släktet Haplodontium och familjen Bryaceae. Inga underarter finns listade i Catalogue of Life.